# Dietes iridioides
Dietes iridioides ou moreia branca é uma planta ornamental originária da África do Sul.